# 山口県道252号福浦港金比羅線
山口県道252号福浦港金比羅線（やまぐちけんどう252ごう ふくうらこうこんぴらせん）は、山口県下関市を通る一般県道である。

## 概要
下関市彦島福浦町2丁目から下関市金比羅町に至る。
本路線のうち下関市彦島本村町7丁目 - 下関市金比羅町間は2005年（平成17年）9月末まで彦島有料道路だった。途中には迫（本土方面との出入のみ）・伊崎（彦島方面との出入のみ）・筋ヶ浜（本土方面との出入のみ）の3箇所にランプが設けられている。無料化によって、交通量は増加傾向にある。旧彦島有料道路部分は下関市彦島本村町7丁目 - 迫ランプ間を除いて自転車や歩行者も通れるが、歩道はなく、彦島大橋は強風時に通行規制がかかる。

### 路線データ
- 起点：下関市彦島福浦町2丁目（福浦町1丁目交差点）
- 終点：下関市金比羅町（金比羅交差点、国道191号交点）

## 路線状況

### 道路施設

#### 橋梁
- 彦島大橋（小瀬戸、下関市）

#### トンネル
- 彦島隧道：延長868 m、1975年（昭和50年）竣工、下関市
- 金毘羅隧道：延長265 m、1975年（昭和50年）竣工、下関市

## 地理

### 通過する自治体
- 下関市

### 交差する道路
| 交差する道路              | 交差する場所    | 交差する場所        |
| ------------------------- | --------------- | ------------------- |
| 山口県道251号田ノ首下関線 | 彦島福浦町3丁目 | 福浦口交差点        |
| 山口県道250号南風泊港線   | 彦島本村町7丁目 | 緑町交差点          |
| 国道191号                 | 金比羅町        | 金比羅交差点 / 終点 |

### 沿線
- 下関市立彦島中学校
- 彦島老の山公園
- 下関市立文洋中学校
- 金比羅公園